# 양문석 (1966년)
양문석(梁文錫, 1966년 9월 28일~)은 대한민국의 언론인, 정치인, 정치평론가이다. 제22대 국회의원이다.

## 학력
- 1973~1979 유영국민학교 졸업
- 1979~1982 통영동중학교 졸업
- 1982~1985 대아고등학교 졸업
- 1985~1993 성균관대학교 유학과 문학사
- 1994~1996 성균관대학교 정치학 석사
- 1997~2002 성균관대학교 언론학 박사

## 경력
- 2002년 4월~2004년 12월: 전국대학강사노동조합 위원장
- 2002년 4월~2004년 12월: 전국언론노동조합 정책위원
- 2003년 11월~2004년 5월: KTV <생방송 토론광장> 진행자
- 2003년 12월~2006년 3월: 경향신문 <미디어비평> 연재 칼럼리스트
- 2004년 9월~2007년 8월: 한국PD연합회 정책위원
- 2004년 12월~2006년 6월: 한국교육방송공사 EBS 정책위원
- 2006년 7월~2010년 3월: 언론개혁시민연대 사무총장
- 2006년 10월~2010년 1월: 미디어오늘 논설위원
- 2006년 12월~2007년 5월: TBS <출발!TBS DMB 양문석입니다> 진행자
- 2007년 2월~2007년 6월: CBS 시사자키 <양문석의 세상시비> 고정패널
- 2008년 3월~2009년 2월: 한국방송학회 기획이사
- 2008년 8월~2010년 3월: 방송통신위원회 산하 지역방송발전위원회 위원
- 2009년 5월~2009년 6월: 미디어발전국민위원회 위원
- 2010년 7월~2014년 3월: 방송통신위원회 상임위원(차관급)
- 2014년 7월~: (사)공공미디어연구소 이사장
- 2014년 12월~2015년 12월: 스카이TV ‘ICT논쟁’ 고정패널
- 2015년 2월~: SBS, MBC, MBN, 연합뉴스TV 정치평론가
- 2016년 1월~2016년 5월: 인터넷신문 '미디어스' 논설위원
- 2017년 2월~2019년 1월: 더불어민주당 경상남도당 부위원장
- 2017년 2월~: 통영정책연구원 이사장
- 2018년 2월~2019년 1월: 더불어민주당 정책위원회 부의장
- 2018년 7월~2023년 7월: 더불어민주당 경상남도당 통영시·고성군 지역위원회 위원장
- 2024년 4월 10일: 대한민국 제22대 국회의원 선거 당선(경기 안산시 갑, 더불어민주당, 초선)
- 2024년 5월~: 더불어민주당 경기도당 안산시 갑 지역위원회 위원장
- 2025년 1월~2025년 8월: 더불어민주당 다문화위원회 위원장
- 2025년 1월~: 더불어민주당 국민소통위원회 허위조작정보감시단 단장

### 의정 활동
- 2024년 5월 30일~: 제22대 국회의원 (경기 안산시 갑, 더불어민주당, 초선)
  - 2024년 6월~: 제22대 국회 전반기 문화체육관광위원회 위원
  - 2024년 8월~2025년 7월: 제22대 국회 전반기 국회운영위원회 위원

## 전과
- 폭력행위등처벌에관한법률위반: 벌금 100만원 - 1993년 7월 2일 선고[2]
- 상해: 벌금 100만원 - 2004년 10월 8일 선고[2]

## 논란

### 룸살롱술 접대를 받음
방송통신위원회 상임위원 재직 시절이던 2011년 9월 20일 국회 국정감사 기간 때 최종원 민주통합당 국회의원과 함께 서울 강남 룸살롱에서 술 접대를 받은 사실이 두 달 후인 2011년 11월 22일 KT 측에 의하여 뒤늦게 밝혀지자 "너무도 변명의 여지가 없고 부끄럽다."며 KT와 방송통신위원회 측에 사과하였다.
2024년 10월 10일 문화체육관광위 국정감사에서 김건희 여사와 무형 유산 원로·문하생들이 작년 4월 청와대 오찬 간담회를 할 때 국악인들이 가야금 연주를 한 데 대해 최응천 국가유산청장에게 “(연주자들에게) 출연료 주셨느냐”고 물었다. 최 청장이 “별도로 주지 않았다”고 하자, 양 의원은 “이분들이 기생이냐. 기생집으로 만들어 놓았다”며 “대통령 부인이 왔다고 공연 상납을 했다”고 하여 논란이 일자 14일 페이스북에 “국가무형문화재 예능 전승자들께 진심으로 사죄드린다”는 글을 올렸다.

## 저서
- 《뉴스 비평》(2004년 12월)
- 《지역일간지의 유통과 판매 현황 분석》(2007년 3월)

## 역대 선거 결과
|  | 35.99% |

|  | 38.92% |

|  | 29.43% |

|  | 55.62% |

## 소속 정당
| 소속 정당 | 소속 정당      | 소속 기간 | 비고      |
| --------- | -------------- | --------- | --------- |
|           | 민주당         | 2010~2011 | 정계 입문 |
|           | 민주통합당     | 2011~2013 | 합당      |
|           | 민주당         | 2013~2014 | 당명 변경 |
|           | 새정치민주연합 | 2014~2015 | 합당      |
|           | 더불어민주당   | 2015~현재 | 당명 변경 |

## 같이 보기
- 안산시 갑 (2024년 선거구)
- 안산시의 국회의원
- 안산시 상록구의 국회의원